# Jaume Llauradó
Jaume Llauradó i Gràcia (Barcelona, 25 de febrero de 1944 - Barcelona, 2 de abril de 2017) fue un dirigente deportivo español, vicepresidente del Futbol Club Barcelona con Joan Gaspart en las elecciones de 2000, dimitiendo un año después. De hecho, publicó varios libros del Barcelona.
Llauradó cursó estudios en la Escola Técnica Universitaria de Aparejadores y Arquitectos Técnicos. También tenía un Master en Asesoría Fiscal y Derecho Tributario por ESET. Era presidente de honor y fundador de la Asociación Catalana de la Piedra Natural, patrón de la Fundación de Antiguos Jugadores del FC Barcelona y de la Fundación Orfeón Catalán - Palacio de la Música Catalana y organizador del partido de fútbol de la Marató de TV3. También presidió el Fòrum Samitier y fue uno de los impulsores de la Plataforma Pro Seleccions Esportives Catalanes, entidad dedicada a luchar por el reconocimiento a nivel internacional del deporte catalán.
En 2003, se presentó como candidato a la presidencia del FC Barcelona, perdiendo en aquella ocasión ante Joan Laporta. Después de eso, adquirió el 62% de las acciones de la club de la Unió Esportiva Lleida en noviembre de 1996 y nombró a José Luis González Mínguez como presidente del club. No obstante, su proyecto no cuajó y abandonó el proyecto a finales de esa misma temporada. También se presentó a las elecciones a la presidencia de la Federación Catalana de Fútbol.
Tras superar un cáncer previo hace ya varios años y perder a su esposa en 2011, finalmente Llauradó murió a causa de otro cáncer en 2017.